# Kenneth Hunt
Kenneth Reginald Gunnery Hunt (Oxford, 24 de fevereiro de 1884 - Heathfield, 28 de abril de 1949) foi um antigo futebolista inglês que conquistou pela Seleção Britânica de Futebol  a medalha de ouro nos Jogos Olímpicos de 1908.

## Biografia
Kenneth Hunt era membro do Queen's College na Universidade de Oxford, onde jogou futebol entre 1904 e 1907. 
Em 1908, ajudou o Wolverhampton Wanderers a conquistar a Copa da Inglaterra (FA Cup) e fez parte da seleção da Grã-Bretanha  campeã olímpica em Londres. Participou, também, dos Jogos Olímpicos de 1920 em Antuérpia, na Bélgica. 
Pela Seleção Inglesa de Futebol, Hunt disputou duas partidas em 1911, contra País de Gales e Escócia.
Em 1909, já havia se tornado um reverendo da Igreja Anglicana. 

## Títulos como jogador
Seleção da Grã-Bretanha
- Jogos Olímpicos: 1908 (medalha de ouro)

Wolverhampton Wanderers FC
- Copa da Inglaterra : 1908